# NGC 7465
NGC 7465 (другие обозначения — PGC 70295, UGC 12317, IRAS22595+1541, MCG 3-58-24, ZWG 453.50, MK 313, PRC D-42, KUG 2259+156) — линзообразная галактика (SB0) в созвездии Пегас.
Этот объект входит в число перечисленных в оригинальной редакции «Нового общего каталога».